# 立石煤矿站
立石煤矿站（韓語：립석탄광역）是朝鮮民主主義人民共和國平安南道文德郡的一個鐵路車站，属于安州煤矿线。

## 邻近车站
安州煤矿线
清南站 - 立石煤矿站 - 汰香站